# André Messager
André Charles Prosper Messager (Montluçon, 30 de dezembro de 1853 - 24 de fevereiro de 1929) foi um compositor, organista, pianista e maestro francês. Suas composições incluem oito balés e trinta opéras comiques, opérettes e outras obras teatrais, entre as quais seu balé Les Deux Pigeons (1886) e opéra comique Véronique (1898) tiveram um sucesso duradouro; Les P'tites Michu (1897) e Monsieur Beaucaire (1919) também foram populares internacionalmente.

## Carreira
Messager começou a tocar piano quando era criança e mais tarde estudou composição com, entre outros, Camille Saint-Saëns e Gabriel Fauré. Ele se tornou uma figura importante na vida musical de Paris e, posteriormente, de Londres, tanto como regente quanto como compositor. Muitas de suas obras parisienses também foram produzidas no West End londrino e algumas na Broadway, em Nova York.  As mais bem sucedidas tiveram muitas apresentações e várias reprises internacionais. Ele escreveu duas obras operísticas em inglês e sua produção posterior incluiu comédias musicais para Sacha Guitry e Yvonne Printemps.
Como maestro, Messager ocupou posições de destaque em Paris e Londres, à frente da Opéra-Comique, da Opéra de Paris, da Orchestre de la Société des Concerts du Conservatoire e da Royal Opera House, Covent Garden. Embora, como compositor, seja conhecido principalmente por suas obras leves, como regente apresentou uma ampla gama de óperas, de Mozart a Richard Strauss, e adquiriu reputação como regente de Wagner. Em Paris, ele regeu as estreias mundiais de Debussy 's Pelléas et Mélisande, de Massenet Griselidis e Charpentier s'Louise. No teatro de ópera do Covent Garden regeu as estréias britânicas de óperas de Saint-Saëns e Massenet.
A música de Messager tornou-se conhecida por sua invenção melódica e orquestral, habilidade musical, elegância e graça caracteristicamente francesas. Embora a maioria de suas obras tenha sido raramente revivida, os historiadores da música o consideram a última figura importante na opéra comique e da opereta francesas.

## Lista de trabalhos

### Trabalhos de palco (exceto ballets)
| Título (francês e inglês)                                      | Gênero            | Ano       | Atos | Libretistas                                                     | Notes    |
| -------------------------------------------------------------- | ----------------- | --------- | ---- | --------------------------------------------------------------- | -------- |
| Les Païens The Pagans                                          | opérette          | 1876      | ?    | Henri Meilhac                                                   | [ n 1 ]  |
| François les bas-bleus François the Bluestocking               | opéra comique     | 1883      | 3    | Ernest Dubreuil, Eugène Humbert e Paul Burani                   | [ n 2 ]  |
| Gisèle                                                         | opérette          | c. 1884–5 | 3    | F. Oswald e Maxime Boucheron                                    | [ n 3 ]  |
| La Fauvette du temple The Temple Songbird                      | opéra comique     | 1885      | 3    | Eugène Humbert e Paul Burani                                    | [ n 4 ]  |
| La Béarnaise The Woman from Béarn                              | opéra comique     | 1885      | 3    | Eugène Leterrier e Albert Vanloo                                | [ n 5 ]  |
| Le Petit Poucet Tom Thumb                                      | féerie            | 1885      | 4    | Eugène Leterrier, Albert Vanloo e Arnold Mortier                | [ n 6 ]  |
| Le Bourgeois de Calais The Burgher of Calais                   | opéra comique     | 1887      | 3    | Ernest Dubreuil e Paul Burani                                   |          |
| Les premières armes de Louis XV The First Conquest of Louis XV | opéra comique     | 1888      | 3    | Albert Carré                                                    | [ n 7 ]  |
| Isoline                                                        | conte des fées    | 1888      | 3    | Catulle Mendès                                                  |          |
| Le Mari de la reine The Queen's Husband                        | opérette          | 1889      | 3    | Ernest Grenet-Dancourt e Octave Pradels                         |          |
| La Basoche The Guild                                           | opéra comique     | 1890      | 3    | Albert Carré                                                    | [ n 8 ]  |
| Hélène                                                         | drame lyrique     | 1891      | 4    | Paul Delair                                                     | [ n 9 ]  |
| Madame Chrysanthème Madam Chrysanthemum                        | comédie-lyrique   | 1893      | 4    | Georges Hartmann e Alexandre André                              |          |
| Miss Dollar                                                    | opérette          | 1893      | 3    | Charles Clairville e Albert Vallin                              | [ n 10 ] |
| Mirette                                                        | comic opera       | 1894      | 3    | Michel Carré, Frederic Weatherly, Percy Greenbank e Adrian Ross | [ n 11 ] |
| Le Chevalier d'Harmental The Knight of Harmental               | opéra comique     | 1896      | 5    | Paul Ferrier                                                    |          |
| La Fiancée en loterie The Raffled Bride                        | opérette          | 1896      | 3    | Camille de Roddaz e Alfred Douane                               |          |
| La Montagne enchantée The Enchanted Mountain                   | pièce fantastique | 1897      | 5    | Albert Carré e Émile Moreau                                     | [ n 12 ] |
| Les P'tites Michu The Little Michus                            | opérette          | 1897      | 3    | Georges Duval e Albert Vanloo                                   | [ n 13 ] |
| Véronique                                                      | opéra comique     | 1898      | 3    | Georges Duval e Albert Vanloo                                   | [ n 14 ] |
| Les Dragons de l'impératrice The Empress's Dragoons            | opéra comique     | 1905      | 3    | Georges Duval e Albert Vanloo                                   |          |
| Fortunio                                                       | comédie lyrique   | 1907      | 5    | Gaston Arman de Caillavet e Robert de Flers                     | [ n 15 ] |
| Béatrice                                                       | légende lyrique   | 1914      | 4    | Gaston Arman de Caillavet e Robert de Flers                     |          |
| Cyprien, ôte ta main de là! Hands off, Cyprien!                | fantaisie         | 1916      | 1    | Maurice Hennequin                                               |          |
| Monsieur Beaucaire                                             | romantic operetta | 1919      | 3    | Frederick Lonsdale e Adrian Ross                                | [ n 16 ] |
| La Petite Fonctionnaire The Post-Mistress                      | comédie musicale  | 1921      | 3    | Alfred Capus e Xavier Roux                                      |          |
| L'Amour masqué Hidden Love                                     | comédie musicale  | 1923      | 3    | Sacha Guitry                                                    |          |
| Passionnément Passionately                                     | comédie musicale  | 1926      | 3    | Maurice Hennequin e Albert Willemetz                            |          |
| Deburau                                                        | musique de scène  | 1926      | 4    | Sacha Guitry                                                    | [ n 17 ] |
| Coups de roulis The Roll of the Ship                           | opérette          | 1928      | 3    | Albert Willemetz e Maurice Larrouy                              |          |

| Ato único, exceto onde mostrado - Fleur d'oranger 1878 - Les Vins de France 1879 - Mignons et vilains 1879 - Les Deux Pigeons (2 atos) 1886 - Scaramouche (2 acts) 1891 (com Georges Street) - Amants éternels 1893 - Le Procès des roses 1896 - Le Chevalier aux fleurs 1897 (com Raoul Pugno) - Une aventure de la Guimard 1900 - Symphony in A major 1875 - Loreley, balada para orquestra, c. 1880 - 3 valsas, piano a 4 mãos (1884) - "Souvenirs de Bayreuth", piano a 4 mãos, com Gabriel Fauré, c. 1888 - For solo piano (1889): - Impromptu, Op.10 - Habañera, Op.11 - Menuet, Op.12 - Mazurka, Op.13 - Caprice polka, Op.14 - Valse, Op.15 - "Pavane des fées" - Trois pièces, violino e piano (1897): Barcarolle, Mazurka, Sérénade - Solo de concours, clarinete e piano (1899) - Don Juan et Haydée (Byron), cantata, c. 1875 - Prométhée enchaîné (Georges Clerc), cantata, c. 1877 - Messe des pêcheurs de Villerville, com Gabriel Fauré, 1881, coro com violino solo e harmônio; acompanhamento orquestral adicionado em 1882. | Voz solo com acompanhamento orquestral - Sérénade (Louis Legendre), escrita para a peça Colibri, 1889 Voz solo com acompanhamento de piano - "Regret d'avril" (Armand Silvestre) (1882) - "Chanson de ma mie" (Théodore de Banville) (1882) - "Mimosa" (Armand Silvestre) (1882) - "Nouveau printemps" (Heinrich Heine, traduzido por Georges Clerc), 5 canções (1885), dedicado a Fauré - "Gavotte" – danse chantée (Théodore de Banville) (1887) - "Chanson mélancolique" (Catulle Mendès) (1889) - "La Chanson des cerises" (Armand Silvestre) (1889) - "Neige rose" (Armand Silvestre) (1889) - "Fleurs d'hiver" (Armand Silvestre) (1889) - "O canto do Paris n'America" (unnamed) (1890) - "À une fiancée" (Victor Hugo) (1891) - "Arioso" (Paul Burani) (1891) - "Ritournelle" (Henry Gauthier-Villars) (1894) - "Chanson d'automne" (Paul Delair) (1894) - "Chant d'amour" (Armand Silvestre) (1894) - "Le Bateau rose" (Jean Richepin) (1894) - "Douce chanson" (Émile Blémont) (1894) - "Notre amour" (Armand Silvestre) (1896) - "Aimons nous" (Emile Blémont) (1897) - "Curly Locks" (Frederic Weatherly) (1897) - "Amour d'hiver" (Armand Silvestre), 6 canções (1911) - "Pour la patrie" (Victor Hugo) (1914) - "La Paix de blanc vêtue" (Léon Lahovary) (1922) - "Va chercher quelques fleurs" (Louis Aufauvre) (1922) |

Fonte: Grove Dictionary of Music e Musicians; L'académie nationale de l'opérette; e Wagstaff: André Messager.

## Vida e carreira
André Messager estudou em Paris, na École Niedermeyer e foi durante algum tempo aluno de Saint-Saëns e Gabriel Fauré. Faleceu aos 75 anos, em 1929.